# Карлик Џоунс
Карлик Ентони Џоунс (енгл. Carlik Anthony Jones; Синсинати, Охајо, 23. децембар 1997) америчко-јужносудански је кошаркаш. Игра на позицији плејмејкера, а тренутно наступа за Партизан.

## Успеси

### Клупски
- Партизан:
  - Јадранска лига (1): 2024/25.

### Појединачни
- Најкориснији играч НБА развојне лиге (1): 2022/23.